# 西川滿

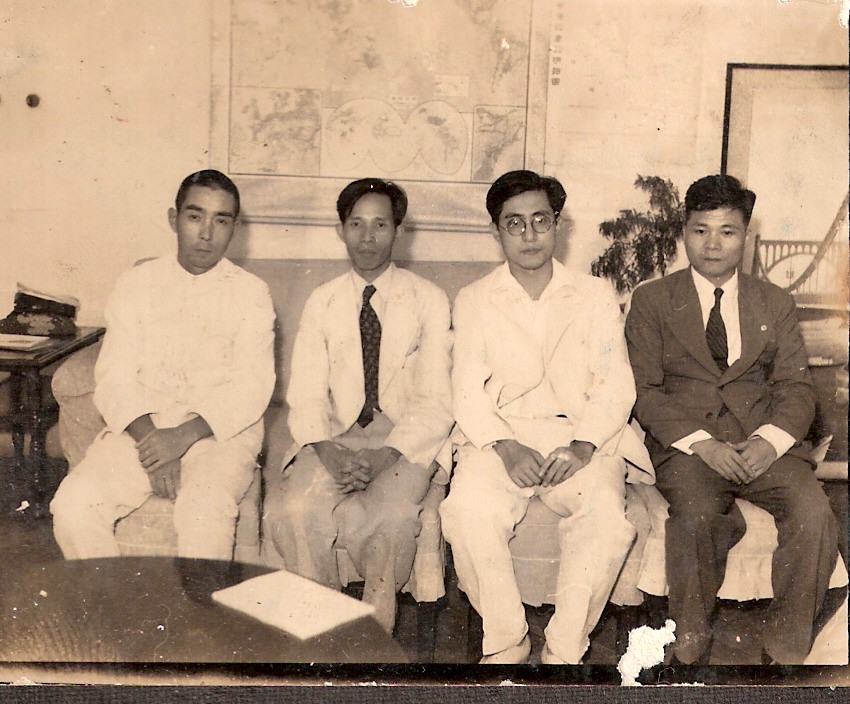
濱田隼雄、龍瑛宗、西川滿、張文環合照（1942）

西川滿（日语：にしかわ みつる，1908年2月12日—1999年2月24日），生於日本福島縣會津若松市，台灣日治時期的作家與文藝工作者。

## 生平

### 出生與台灣求學時期
1908年2月12日，西川滿出生於福島縣會津若松市，父親為西川純（後任台北市會議員）、母親為西川しげ。西川滿為家中長男，其祖父秋山清八曾參加戊辰戰爭，後任福島縣會議員以及首任若松市市長。1910年，西川純一家乘坐信濃丸赴台，暫居於親戚秋山義一經營「基隆秋山炭礦」的事務所二樓。1914年，西川家遷居大稻埕，當時大稻埕所居住的多為台灣人（日本人多居住在台北城內），而每年農曆5月13日為「城隍爺祭」，對西川滿造成很大的影響，往後西川滿作品也多出現 城隍爺，或是寫入幼時於大稻埕生活經驗。同年，西川滿進入臺北第四尋常高等小學校（後為城北小學校、樺山小學校）就讀，小學時期認識同學的菊池數男（後為劇作家「菊池一夫」）。
1920年，西川滿進入台灣總督府台北中學校（後為台北第一中學校、台北市立建國中學）就讀。在好友清家治雄的介紹之下，認識了就讀台北商工學校的 宮田彌太郎。也約莫此時，認識甫抵台任教的美術家 鹽月桃甫。當時鹽月桃甫同時任教於台北中學校以及 台北高等學校，因而成為西川滿的美術老師。中學三年級起，西川滿成立個人詩社「杜の詩人社」，開始製作詩集，如《愛の幻影》（限定一部）。1923年，西川滿以筆名「西條まさを」，投稿〈豚〉一文至《臺灣新聞》，當選新年文藝徵文一等獎。獎金5圓，為生平首次稿費。「西條まさを」為西川滿喜愛的詩人「西條八十」以及喜愛的畫家「加藤まさを」的名字所組成。
1924年，西川滿與宮田彌太郎、清家治雄三人成立雜誌《櫻草》，印刷150部。櫻草同人有西川滿、宮田彌太郎、清家治雄、三杉義三、德見鎮吾、林鼎等。《櫻草》由宮田彌太郎負責裝幀，每期皆完售。此時西川滿多以「西條まさを」為筆名發表，直至中學校畢業後，才改回本名發表作品。1925年，西川滿自台北中學校畢業，報考臺北高等學校（現國立臺灣師範大學）失利。此年度出版《人生藝術》、《天上秘曲》、《カンミヤ》等詩集，皆限定20部。
次年，西川滿再次報考臺北高等學校，仍失利。轉而投考臺北高等商業學校也未能錄取。6月，赴基隆任「稅關監吏（判任官）」、12月辭任。1927年前往東京。

### 東京早稻田大學時期
1927年3月，西川滿報考早稻田第二高等學院仍失敗。隔年順利考入早稻田第二高等學院，專攻法國文學。師事吉江橋松、西條八十、山內義雄。就讀早稻田期間，西川滿加入國柱會、國體科學聯盟以及成立「早稻田大學日蓮聖人鑽仰會」等宗教組織。並在《學友會雜誌》上，發表小說〈湯女〉，是西川滿於日本內地發表的第一篇小說。1930年，西川滿考入早稻田大學，持續攻讀法國文學。
1932年，西川滿就讀早稻田大學法文科三年級，3月詩作〈祭〉刊載於詩人百田宗治主宰的第三次《椎の木》上，作為其在日本中央詩壇的登場，之後西川滿也成為了《椎の木》的同人。9月與田中澄子於台灣神社結婚。
1933年，西川滿自早稻田大學法國文學科畢業，畢業論文為〈アルテュル．ランボオ〉，研究法國象徵主義詩人韓波，指導教授西條八十。畢業之際，因為早稻田大學的老師吉江喬松對西川滿說「為地方主義文學貢獻一生吧」，使得西川滿下定決心再回到臺灣。同時，山內義雄教授寫「介紹函」，希望介紹西川滿給任職於臺北帝國大學文政學部的島田謹二與矢野峰人。同年，4月返台居臺北大正町二條通。

### 台灣日日新報任職時期
在山內義雄的介紹下，1933年，西川滿回到台灣後，認識島田謹二與矢野峰人兩位師長。1934年，由於台灣日日新報社的秘書課長西田力松福島縣人，因此與父親西川純關係親密。在西田力松與同住於大正町的建築師── 井手勲的斡旋之下，西川滿順利見到台灣日日新報社長河村徹。1934年1月，西川滿順利進入台灣日日新報社，西川滿因此決議，在工作期間一日也不休息地回報此恩情。同年，西川滿參與了「台灣愛書會」，後擔任《愛書》的編輯。亦以「媽祖書房」的名義發行雜誌《媽祖》。1935年發行詩集《媽祖祭》、1937年發行第二本詩集《亞片》。並於1938年五月，獲得「 文藝汎論詩業功勞賞」。

#### 台灣愛書會與《愛書》
「台灣愛書會」原由臺灣日日新報社社長河村徹、台北帝大教授植村安、台灣總督府圖書館館長山中樵提議，後加入矢野峰人以及島田謹二後，定名為「台灣愛書會」，《愛書》為其會誌。原由臺北帝國大學圖書館司書裏川吉太郎（裏川大無）擔任編輯，後因為西川滿加入後，對於「美書」追求的風格強烈，讓裏川大吉太郎求去。西川滿因而自第二輯起擔任《愛書》的編輯。《愛書》第三輯起多由宮田彌太郎進行裝畫。而全十五冊的《愛書》中，西川滿總計發表十一篇文章，為作者群中撰稿最多者。而台灣愛書會也舉辦「台灣文獻展覽」、「第一回裝幀展」等與書籍相關的活動。其中《台灣文獻展覽目錄》也由西川滿擔任編輯兼發行者。

#### 雜誌《媽祖》
雜誌《媽祖》第一冊於1934年十月十日發行，編輯兼發行人為西川滿的妻子西川澄子、出版單位為「媽祖書房」。封面與裝幀由宮田彌太郎擔當，每冊限定三百本。第一冊中刊有早稻田大學時代師長吉江喬松、山內義雄、臺北帝大教授矢野峰人、島田謹二（以筆名「市河十九」發表），以及臺北高校教授小山捨月的作品發表。而後《媽祖》並無特定的專欄以及發行規則，約莫以每年四刊的頻率發行。從後續的內容，可以見到西川滿對於「美本」，即書籍封面以及整體裝幀的追求。《媽祖》在第五冊「版畫號」中，可見多位藝術家的作品，如川上澄生、立石鐵臣、福井敬一、橘小夢等。另外，從題名「媽祖」、封面設計以及內容上，也能夠發現西川滿對於台灣民俗的關注。

#### 詩集《媽祖祭》
詩集《媽祖祭》為西川滿進入文壇後的第一本詩集。於1935年4月8日由「媽祖書房」發行，定價十圓，由宮田彌太郎負責裝幀。總計發行三百三十部（春福版三十部、春龍版三百部）。內容收錄十二首西川滿的作品。獲得了吉江喬松、矢野峰人、伊涼子清白、室生犀星、堀口大學等學者與詩人評價。而收入《媽祖祭》的詩作中，大量地使用台灣民俗作為其中的元素，形成了一種具有 異國情調、 蒙太奇拼貼的詩風。也與西川滿早期刊登於《椎の木》等詩刊中，連結起安西冬衛或北川冬彥所代表的現代主義詩風有所差異。這為西川滿有意編選過後的結果。

#### 《台灣日日新報》文藝欄的編輯
1934年7月，《台灣日日新報》學藝欄復刊，由西川滿擔任編輯，後任《台灣日日新報》學藝部部長。在形式上，1938年以前，《台灣日日新報》的學藝欄並未有固定的版次，另有「讀書欄」的規劃，主要由西川滿以及 池田敏雄撰寫，向大眾介紹書籍。西川滿於「書物放浪」（連載於1934年8月23日至1941年3月2日，共計八十三回）此專欄中，西川滿介紹的書籍十分廣泛，有日本內地文學，如谷崎潤一郎的《春琴抄》；有中國傳統文學，如《西廂記》；亦有文學研究相關書籍，如木村毅《明治文學を語る》。以及法國文學，如波特萊爾的《惡之華》。在西川滿編輯下的《台灣日日新報》，尚有徵文活動、讀者文藝、雜誌介紹等專欄。從執筆者中，可以發現《台灣日日新報》學藝欄中，大多為在台日本人作家，日本內地作家次之，臺灣人作家最少。

#### 西川滿「兒童文學」的起步
西川滿的兒童文學最早於早稻田大學時期，便於《福井新聞》上刊載。但真正出版童話的書籍，要待1936年12月的《貓寺》。1936年，西川滿長子西川潤出生，為了慶祝長子的出生，西川滿特別撰寫童話「貓寺」。《貓寺》限定二百二十二部，因日文中貓叫聲與數字「2」的發音類似。本書特別之處在於其頁數使用的是西川滿在松浦屋工廠的活字置場中，發現的貓打著太鼓、彈著三味線的活字來表示。1938年，西川滿再次為了長子西川潤製作《繪本桃太郎》（限定七十五部），同年，西川潤滿兩歲，西川滿亦出版童話《傘仙人》（限定二百二十二部）。此時期西川滿所有的童話作品，皆是為了西川潤所出版。

### 從《華麗島》到《文藝台灣》
1939年，以西川滿與北原政吉為首，發起「台灣詩人協會」，12月機關誌《華麗島》創刊。以《華麗島》為名，是由於西川滿返台時，吉江喬松贈與西川滿「南方為／光之源／贈予我們／秩序／歡喜／與華麗（南方は／光りの源／我々に秩序と／歓喜と／華麗とを／与へる）」一文而來。《華麗島》中共集結了33名詩人，共有21位日本人、12位台灣人。
《華麗島》以詩作為主，但當時造成迴響的是刊載於《華麗島》卷頭的 火野葦平〈行過華麗島（華麗島を過ぎて）〉一文。火野葦平身為 芥川賞得主，並以從軍作家的身分聞名。當時因為前往台灣參加「時局．南支展」，因而結識西川滿，受委託於《華麗島》上刊載文章。《華麗島》受到關注之後，「台灣詩人協會」改組為「台灣文藝家協會」，由33位作家擴大到68位作家所組成。1940年1月1日「台灣文藝家協會」機關誌《文藝台灣》發行。
「台灣文藝家協會」組成分為贊助員（內地、台灣）以及普通會員。日本內地的贊助員多為日本知名文學創作者，如安西冬衛、川端康成、張赫宙、丹羽文雄、火野葦平皆名列其中。台灣的贊助員則可見臺北帝大教授，如 植松安、金關丈夫、神田喜一郎、島田謹二；從事日本傳統文學者，如短歌雜誌《原生林》主宰田淵武吉、《あらたま》主宰樋詰正治、俳句雜誌《ゆうかり》主宰山本孕江。其他有台灣總督府圖書館長山中樵等。可見西川滿主導的《文藝台灣》可以說是集結了全台灣的作家，並以學術團體以及在台日人集團會援助之力。
1940年9月，西川滿發行第三本詩集《華麗島頌歌》。次年，「台灣文藝家協會」改組，西川滿任事務總長，《文藝台灣》改為「文藝台灣社」同人雜誌。1942年，西川滿辭去《台灣日日新報》職務，專事寫作，並且兼營父親的「昭和炭礦」。

#### 《台灣文學》的創立
1941年，張文環、中山侑等前《文藝台灣》同人由於不滿西川滿主持的《文藝台灣》，因而另組「啟文社」發行《台灣文學》。《文藝台灣》同人以在台日本人作家為主，而《台灣文學》則以臺灣人作家為主，兩方形成日治末期最大的兩股文學勢力。

#### 《台灣文學集》與第一回大東亞文學者大會
1942年8月，西川滿編纂的《台灣文學集》由東京的大阪屋號書店出版，其中收錄「評論」、「隨筆」、「詩」、「民俗」、「小說」，作者多為《文藝台灣》同人。該書裝畫則由宮田彌太朗、立石鐵臣擔任。是《文藝台灣》發行後第一本台灣文學的作品合集，並由日本內地的書店發行。
而同年11月3日至10日，東京、大阪等地由日本文學報國會舉辦「第一回大東亞文學者大會」，台灣代表為西川滿、濱田隼雄、張文環、龍瑛宗四人。會議中西川滿演說提及「國語（日語）普及」的重要性，唯有透過日語的普及，大東亞戰爭才能夠成功。在具體的作法上，作家需要將民俗故事，或是具有民族精神的作品創作出來，如此便能讓大眾透過日語體會到真正的日本。在為期一周的大東亞文學者大會結束後，12月2日起，西川滿參加「大東亞文藝演講會」的巡迴演講，自台北至高雄，以〈文學も亦戰爭である〉為題進行演講。

#### 「台灣文學賞」與「糞寫實主義」論戰
1943年2月，由皇民奉公會頒發「第一屆臺灣文化賞」，西川滿以《赤崁記》獲得「臺灣文學賞」。其餘獲獎者尚有濱田隼雄的《南方移民村》和張文環的《夜猿》。濱田在獲得「臺灣文學賞」後，於《台灣時報》280號（1943年4月）發表〈非文學的感想〉一文，表示對於自己獲得該賞表示迷惘，一方面亦批評台灣作家指描寫現實的否定面。而後西川滿於《文藝台灣》上發表〈文藝時評〉一文，提及：「到今天為止，一直都被視為臺灣文學主流的糞寫實主義，全是明治以後傳進日本的歐美文學手法，至少我們這些熱愛櫻花的日本人，根本完全無法從中得到共鳴。那只不過是一些廉價的人道主義的碎屑，極盡粗俗，毫無批判精神的書寫，其中根本沒有絲毫的日本文學傳統」。已脫離日本文學的傳統，批評台籍作家的作品不應和「皇民」、「報國」等國策路線。
西川滿的「糞寫實主義」言論引發眾多作家回應，世外民的〈糞寫實主義以及偽浪漫主義〉，以日本作家永井荷風為例，反駁西川滿對於台籍作家的批判，認為台籍作家的寫實主義並未脫離日本文學傳統，同時強調作家自覺以及反對應和國策。而後雙方陣營多有來往，於《興南新聞》等媒體發表看法。
1943年7月，楊逵以伊東亮為筆名，於《臺灣文學》發表〈擁護糞寫實主義〉，該文分為「糞便的功用」、「浪漫主義」以及「寫實主義」三個段落書寫，先對於「糞便」的用處做了說明，用以強調「寫實主義」的價值。並且批判西川滿的「浪漫主義」使其看不見現實的層面。

#### 《文藝台灣》時期之創作
1940年1月，西川滿受到 新垣宏一的招待前往 台南。西川滿和島田謹二、立石鐵臣遂南下走訪。途中行經雲林時，先訪問鄭津梁，後於台南受新垣宏一招待。並於《文藝台灣》一卷二號（1940年3月）中，刊載西川滿南下時與前嶋信次、新垣宏一的座談會紀錄〈古都臺南を語る〉。西川滿後以此南訪的經驗，寫成〈雲林記〉以及〈赤嵌記〉。〈赤嵌記〉先刊載《文藝台灣》一卷六號（1940年12月），並且同時，以西川滿個人出版「日孝山房」的名義，出版限定75本的《赤嵌記》，由宮田彌太郎進行裝幀，內收錄〈赤嵌記〉一篇。1942年，《赤嵌記》改由東京的書物展望社出版，並由立石鐵臣裝幀，內容收錄〈赤嵌記〉、〈雲林記〉、〈元宵記〉、〈朱氏記〉、〈稻江記〉、〈採硫記〉六篇。西川滿藉由此版本的《赤嵌記》獲得「第一屆臺灣文化賞」中「臺灣文學賞」。
1943年，西川滿於《文藝台灣》六卷三號（1943年7月）開始連載〈臺灣縱貫鐵道〉的「白鷺之章」。總計連載十一回（包含於《台灣文藝》連載回數）。〈臺灣縱貫鐵道〉描述北白川宮能久親王登陸台灣至逝世此段時間，並論及 台灣縱貫鐵道的發展歷史。由於北白川宮能久親王於幕末維新時，為以西川滿故鄉會津為中心的盟主。因此西川滿對於北白川宮能久親王的關注，可以說是具有家族歷史淵源的。然而日治時期未能完成〈臺灣縱貫鐵道〉的撰寫，需直至1979年2月 才由人間の星社出版單行本《臺灣縱貫鐵道》。

### 「台灣決戰文學會議」到「終戰」
1943年11月13日，臺灣文學奉公會主辦的「臺灣決戰文學會議」在臺北公會堂舉辦。西川滿對於「文藝雜誌的戰鬥配置」此議題提出願意獻出《文藝台灣》進行雜誌統合，並由《台灣》主宰齋藤勇、《原生林》主宰田淵武吉附和，表示願意獻上雜誌。此發言受到 黃得時以及楊逵的反對。但最終《文藝台灣》與張文環主宰的《台灣文學》皆於1944年12月發行終刊號，統合成《台灣文藝》，由臺灣文學奉公會發行，由臺北帝大教授矢野峰人擔任發行人、前《文藝台灣》同人長崎浩擔任編輯。編輯委員有西川滿、張文環、矢野峰人、小山捨月、竹村猛、長崎浩，僅有張文環一位台灣人。另外，在內容上，原本連載於《文藝台灣》，西川滿〈台灣縱貫鐵道〉、濱田隼雄〈草創〉持續於《台灣文藝》上連載。皆可以看出《台灣文藝》雖為全島文藝組織「台灣文學奉公會」發行，但實際上仍掌握在舊《文藝台灣》的同人的手中。
1944年，台灣總督府情報部決定派任台灣作家，前往台灣的生產前線撰寫作品。西川滿被派任至鐵道部各機關、石底炭礦、台灣船渠以及斗六國民道場等地，進行作品撰寫。而後作品發表於《旬刊台新》、《台灣新報》以及《臺灣文藝》之上。在戰爭末期，西川滿編選了《生死の海》，其中收入西川滿單篇作品〈生死の海〉，內容撰寫前台北法華寺住持岡田榮源一生的故事。並出版小說集《日本の柱》、詩集《一つの決意》等作品。

### 引揚之前的文化活動
1945年8月15日，日本戰敗。西川滿被台灣總督府情報課的職員告知，他與濱田隼雄被列為戰犯名簿中，台灣文化最高指導責任者。同年11月，西川滿與濱田隼雄、北里俊夫成立劇團「制作座」，於台北演出戲劇作品。三次公演分別上演馬瑟·巴紐〈芬妮〉、濱田隼雄〈橫丁の圖〉以及〈滅滿興漢の旗の下に〉。其中於〈橫丁の圖〉中，西川滿飾演一位朗誦法華經的和尚。然而於1946年4月，在臺日本人引揚作業開始，西川滿被遣返回到日本。

### 引揚初期的西川滿
引揚初期的西川滿暫時定居於日本東京阿佐谷的台灣引揚寮，透過中山省三郎、林房雄、長谷川伸等中央文壇作家的協助，西川滿逐漸在中央文壇開展知名度。1947年，西川滿以小說〈會真記〉入選第一回 夏目漱石賞佳作，〈青衣女鬼〉一作則收錄於《現代小說　第一輯》。而後西川滿藉由參加長谷川伸主持的新鷹會
，獲得雜誌邀稿機會。1948年10月，西川滿自新小說社出版戰後第一本小說集《七寶の手筐》，內容收錄〈青衣女鬼〉、〈黃花女〉、〈真紅の眼牀〉、〈碧玉娘〉、〈白い夜霧の女〉、〈銀花抒情〉、〈綠衣の使者〉等七篇作品。並由初山茲進行裝幀。
1949年，西川滿以引揚經驗寫成的〈地獄の谷底〉入選第22回直木賞。1954年，幫助邱永漢於新鷹會上朗讀其作品〈密入國者の手記〉，讓邱永漢作品受到作家山岡莊八以及村上元三的賞識，最終得以刊於《大眾文藝》之上。成為邱永漢能夠進軍日本大眾文壇重要的關鍵。

### 「日本天后會」及戰後出版
1958年，由於患病手臂無法提起，西川滿決定以「口」賺錢，因而成立算命事務所。成立之後，西川滿獲得眾多信眾支持。1960年成立「日本天后會」，並且自任「總裁」。直至西川滿逝世，皆此為中心進行宗教活動。
關於西川滿戰後的文藝活動，西川滿成立了「人間の星社」並恢復戰前的「日孝山房」，以兩者為主要書籍的出版單位。重新出版了諸多戰前的著作，如《華麗島頌歌》、《繪本桃太郎》。也將戰後作品單篇或集結成冊發行。雜誌部分，西川滿發行個人雜誌《聖母通信》、《人間の星》、《アンドロメダ》，作為「日本天后會」信眾或是文友主要聯絡通訊之場所。
1978年， 張良澤與劉峰松兩人意外於舊書店購得西川滿舊藏書籍。以此作為契機，1980年，張良澤第一次訪問西川滿。藉由購得之藏書以及西川滿個人收藏，張良澤編纂完成《西川滿先生著作書誌（單行本之部）》、《西川滿先生著作書誌（戰前雜誌之部）》。1990年代，中島利郎以及藤井省三等研究者陸續訪問西川滿。1997年西川滿與淡水工商管理學院（現真理大學）簽屬「西川滿文庫」成立文書。西川滿藏書後捐給真理大學麻豆校區之「台灣文學資料館」。
1999年2月24日凌晨0點50分，西川滿於日本東京都杉並區的醫院因腎衰竭去世，享耆壽91歲。告別式於3月6日上午10點舉行。

## 年表[38]
- 1908年　2月12日生於日本福島縣會津若松市，父親西川純、母親西川しげ，為西川家長男。
- 1910年　西川滿三歲時，全家乘信濃丸抵臺。居住於秋山義一經營的基隆秋山炭礦事務所二樓。
- 1911年　弟弟西川修出生，隔年死於百日咳。
- 1913年　妹妹西川和子出生。
- 1914年　遷居臺北大稻埕。進入臺北第四尋常高等小學校就讀（翌年改名為城北小學校）。
- 1915年　二弟西川正典出生。
- 1916年　遷居臺北新起後街。
- 1917年　遷居臺北撫臺街。
- 1920年　就讀總督府臺北中學校（今建國中學） 。
- 1922年　創立個人詩社「杜の詩人社」。
- 1923年　以〈豚〉一文投稿《臺灣新聞》，當選新年文藝徵文一等獎。獎金5圓，為生平首次稿費。
- 1924年　遷居建成町。與版畫家宮田彌太郎，創立《櫻草》文藝雜誌，以井手勳、山地清、藤岡保夫、三杉義三為中心。
- 1925年　第一次報考臺北高校（今國立臺灣師範大學）失敗。
- 1926年　第二次報考臺北高校失敗。轉而報考臺北高商，亦失敗。同年6月，任基隆港稅關監吏，12月辭職。
- 1927年　返回日本報考早稻田第二高等學院失敗。
- 1928年　考入早稻田第二高等學院，師事吉江喬松、西條八十、山內義雄。並參加策畫「早稻田大學日蓮聖人鑽仰會」。
- 1929年　參加里見岸雄主持的「國體科學聯盟」，任東京地方組織委員長。被派至東北地方調查貧農。
- 1930年　「國體科學聯盟」被告發為左翼組織，西川滿家中遭到搜索。同年4月考入早稻田大學法國文學科。8月國體科學聯盟內部發生派系鬥爭，西川滿離開該組織。
- 1932年　與田中澄子返臺結婚，與臺灣神社舉辦婚禮。
- 1933年　早稻田大學畢業，畢業論文為西條八十指導之《アルチュル．ランボオ研究》；畢業之際，因為老師吉江喬松對他勉勵的一句話: 「為地方主義文學貢獻一生吧」，下定決心再回到臺灣。4月返台居臺北大正町二条通。
- 1934年　進入《臺灣日日新報》，擔任學藝部編輯。7月，兼任《愛書》編輯兼發行人。9月創設「媽祖書房」，刊行《媽祖》雜誌。
- 1935年　出版踏入文壇的第一本著作──《媽祖祭》（限定330部）。11月父親西川純當選為臺北市會議員。
- 1936年　長子西川潤出生。
- 1938年　「媽祖書房」因名稱常被誤為為私塾，更名為「日孝山房」。5月獲東京文藝汎論社頒「詩業功勞賞」。
- 1939年　拜訪雲林斗六鄭家鄭津梁，後遊臺南。並以此題材寫成《雲林記》、《赤崁記》。8月，與北原政吉等日人作家籌設成立「臺灣詩人協會」，成員包含龍瑛宗等臺人作家。12月，「臺灣詩人協會」改組為「臺灣文藝家協會」。
- 1940年　元旦發行機關誌《文藝臺灣》創刊號。9月，長女博子出生。
- 1941年　受總督府情報部之委託，開始執筆〈鄭成功〉。2月，「臺灣文藝家協會」確認新體制，西川滿任事務總長。
- 1942年　辭職臺灣日日新報社，專職寫作，並兼營父業「昭和炭礦」。8月，「臺灣文藝家協會」改組。10月，與龍瑛宗、濱田隼雄、張文環赴東京，參與「大東亞文學者大會」。
- 1943年　與濱田隼雄、張文環同獲皇民奉公會第一回「臺灣文化賞」臺灣文學賞。3月認識葉石濤，邀請入「臺藝臺灣社」任助理編輯。4月「臺灣文藝家協會」解散。11月12、13日參加臺灣文學奉公會主辦「臺灣決戰文學會議」。12月父親西川純逝世。
- 1944年　任「昭和炭礦」社長。1月，於自宅創設「皇民文學塾」。4月，並委任為奉公會本部之戰時思想文化委員會委員。5月，任臺灣文學奉公會創刊《臺灣文藝》之編輯委員。8月任臺灣文學奉公會常務理事。
- 1945年　10月組劇團「制作座」，於臺北公會堂演出。
- 1946年　4月7日引揚。7月入居東京阿佐谷「引揚寮」。
- 1947年　11月，小說《會真記》入選第一回「夏目漱石賞」佳作。
- 1948年　遷居自購之阿佐谷平屋一棟。加入以長谷川伸為中心的「新鷹會」。
- 1953年　見臺灣作家邱永漢，作品〈密入國者の手記〉經西川滿引薦刊登於《大眾文藝》。
- 1958年　於東京開設算命事務所。
- 1960年　創立「日本天后會」，自任總裁。
- 1962年　成立株式會社「人間の星社」。
- 1977年　5月，恢復臺灣時代之私版「日孝山房」。
- 1981年　於東京神田學士館舉辦「日本天后會20周年紀念」。
- 1982年　長詩《日蓮聖人》，由黛敏郎作曲，於東京新宿文化中心演出。
- 1999年　2月24日病逝。

## 創作方向
整體而言，西川滿於台灣時代的創作方向符合島田謹二對於「外地文學」的想像。其中以「異國情調」的傾向最為明顯。
- 1930年代初期「早稻田時期」：西川滿於《椎の木》、《文藝汎論》上發表的現代詩作品，可見安西冬衛以及北川冬彥的影響。[16]安西冬衛以及北川冬彥兩人1924年創刊詩刊《亞》，創作前衛的散文詩以及短詩，被視為東亞現代主義詩之濫觴。
- 1930年代「畢業返台時期」：西川滿有意篩選掉與安西等現代主義連結性較強的作品，進行現代主義台灣在地美學的轉化。現代詩詩作中，大量地使用台灣民間的素材。美學上則可以分為透過台灣語彙、佛教故事等大量的蒙太奇拼貼，以及在民間信仰與傳說故事中，發展出幻想強烈的散文詩。[39]作品可見於《媽祖祭》與《亞片》之中。
- 1930年代末期：此時期時值西川滿長子西川潤出生，開始進行童話故事的撰寫，如《貓寺》、《傘仙人》。於此也可以再次見到西川滿對於民俗的關注。
- 1940年代初期：西川滿於民俗的關注上，可見於詩集《華麗島頌歌》以及西川滿與池田敏雄共著的《華麗島民話集》。然對於西川滿而言，所謂的民俗並非「寫實地」記錄下來，而是作為一種材料，表達出自己的看法。這樣的方式與民俗學家有所衝突。如國分直一便曾批評：民謠、民間故事與文學是不同方式，不應混為一談。[40]對於歷史的關注，西川滿則以台灣歷史為本，改編為小說創作，如〈赤嵌記〉內容論及古都台南以及鄭氏王朝的故事。〈採硫記〉則以郁永河訪台的事蹟為本，進行小說撰寫。
- 戰爭末期：西川滿於戰爭末期多著墨於國策文學的書寫。如詩集《一つの決意》、傳記《日本の柱》等內容，大多具有濃厚國策色彩，應和大日本帝國於戰事下的書寫與統治方向。

## 西川滿研究的發展與展覽

### 研究
1980年代起，以張良澤為首，逐漸有西川滿文學的研究著述發表。日本學者方面，有近藤正己、中島利郎、藤井省三等人。1995年，由時任東吳大學日本語文學系教授蜂矢宣朗指導，陳藻香撰寫出第一本以西川滿為中心的學術論文──〈日據時代日人在台作家──以西川滿為中心〉。而後，西川滿作品中譯本逐漸於台灣出版，包含葉石濤譯《西川滿小說集1》（1997年2月）、陳千武譯《西川滿小說集2》（1997年2月）等作品。使得台灣的西川滿研究有更多的進展與關注。

### 展覽
2011年9月3日至11月27日，國立中央圖書館台灣分館（現國立台灣圖書館）與真理大學臺灣文學資料館合作，舉辦「西川滿大展」。並發行由張良澤、高坂嘉玲編纂的《【圖錄】西川滿先生年譜以及手稿．藏書票．文物．書簡拾遺集．紀念文集》，限定五百本。
2018年7月22日至9月9日，由福島縣立博物館與國立台灣文學館共同主辦之「華麗なる島―会津出身の文化人・西川満が愛した台湾、繋いだ日本」，於福島縣立博物館展出。並發行台日雙語《華麗島・臺灣：西川滿系列展 展覽專輯》（2019年9月）。

## 爭議事件

### 《台灣文學》創刊干涉事件
據研究者野間信幸所言，西川滿曾經到張文環家中談判，希望張文環不要出版《台灣文學》。而龍瑛宗也回憶在前往大東亞文學者大會時，西川滿與濱田隼雄曾經一起提出同時廢棄《文藝台灣》與《台灣文學》，共同創辦雜誌的構想。龍瑛宗將其稱之為「唐津會談」。然而西川滿自言，戰後張文環曾向西川滿提及：「西川先生，戰後，您一定深為流言所苦吧！其實，您從來沒有說過『不要出版《台灣文學》』的話，而我也從來沒有聽您說過。反正只要我們彼此心知肚明就好了」。然張文環、龍瑛宗以及西川滿皆已逝世，且未對互相的發言進行回應。因此未能理解此事真相。

### 以「葉石濤」之名發表事件
「糞寫實主義」論戰時，1943年5月17日《興南新聞》中刊載署名「葉石濤」〈給世外民的公開信〉，文中批評反對西川滿立場的世外民一文，並且為西川滿的論述辯護。葉石濤初於〈日據時期文壇瑣憶〉一文談及此事件，說明此文發表後，張文環與呂赫若來到其家中欲找他。只是，葉石濤剛好出門而未遇到兩人，是由同住的醫科生轉述此事給葉石濤知道，醫科生還形容張文環與呂赫若兩人「怒氣焚心」的樣子。但西川滿逝世後的2002年，葉石濤於〈「糞寫實主義事件」解密──訪葉石濤先生談「給世氏的公開信」〉否認此〈給世外民的公開信〉為自己所寫。葉石濤言：「這篇文章是西川滿寫的，他曾經跟我說：『這件事情我不方便用我的名字來發表，於是借用你的名字來發表我的文章。』我當然答應啦！怎麼可以對老師說不可以呢！」至於先前葉石濤為何沒有於〈日據時期文壇瑣憶〉一文否認，葉石濤則言：「西川滿活著的時候，我不敢講出來，因為講出來好像會侮辱老師，所以我不敢講。而他去世以後更不敢講，因為會壞了她的名節。現在他死後這件事情才被人討論，我也有責任，為什麼這麼久都不講出來。」

## 相關研究
- 王綉惠，〈西川滿戰前作品中臺灣符號的圖文互涉：以《媽祖祭》與《臺灣繪本》為例〉（台中：國立中興大學台灣文學與跨國文化研究所碩士學位論文，2023年）。
- 鍾志正，〈1895年乙未戰役小說研究：以《大和武士》、《台灣縱貫鐵道》為例〉（新竹：國立清華大學臺灣研究教師在職進修碩士學位班碩士學位論文，2021年）。
- 林素幸，〈日治時期臺灣的書籍裝幀藝術－以西川滿為例〉，《藝術學研究》27期（2020年12月），頁43-122。
- 梁家綺，〈特定場域表演與城市意義形塑：以臺南藝術節「城市舞臺」《西川滿．赤崁記》為例〉，《劇說戲言》8期（2020年6月），頁1-19。
- 梁家綺，〈多重凝視主體與認同形塑：以2013年臺南藝術節「城市舞臺」《西川滿．赤崁記》為場域〉（台南：國立臺南大學戲劇創作與應用學系碩士班，2020年）。
- 張惠珍，〈虛實之間：西川滿〈採硫記〉與《裨海紀遊》的郁永河形象析論〉，《民國文學與文化研究集刊》6號（2019年12月），頁304-316。
- 黃耀儀，〈戦後における文学者西川満の宗教活動に関する一考察－『人間の星』を中心に－〉，《東吳日語教育學報》52期（2019年3月），頁132-167。
- 吳慈芳，〈西川滿文學中台灣意象的研究〉（台北：國立臺灣大學日本語文學研究所碩士學位論文，2018年）。
- 陳藻香，《西川満研究：台湾文学史の視座から》（台北：台大出版中心，2017年12月）。
- 邱雅芳，〈西川滿與臺灣場域下的外地文學〉，《帝國浮夢：日治時期日人作家的南方想像》（台北：麥田，2017年4月）。
- 蕭智源，〈西川滿作品中的女性形象研究〉（雲林：國立雲林科技大學漢學應用研究所碩士學位論文，2017年）。
- 陳允元，〈南方‧外地‧新精神（Esprit Nouveau）──西川滿與現代主義的接點及在地轉化〉，〈殖民地前衛──現代主義詩學在戰前台灣的傳播與再生產〉（台北：國立政治大學台灣文學研究所博士學位論文，2017年）。
- 王惠珍，〈後解嚴時期西川滿文學翻譯的文化政治〉，《臺灣文學學報》29期 （2016年12月），頁79-109。
- 李易璁、陳靜珮，〈帝國邊緣之島嶼焦慮－西川滿《臺灣縱貫鐵道》之乙未臺灣形象〉，《臺陽文史研究》1期（2016年1月），頁131-149。
- 藤井省三著、張季琳譯，〈西川滿的戰後創作活動和近代日本文學史上第二波臺灣熱潮〉，《中國文哲研究通訊》25卷3期（2015年9月），頁141-165。
- 張俐璇，〈歧路「現實」：一九四〇年代日、臺作家的「寫實主義」小說觀察〉，《臺北教育大學語文集刊》28期（2015年9月），頁75-108。
- 張雅萍，〈遣返者的文學－－以在台日人作家西川滿為中心〉（新竹：國立清華大學台灣文學研究所碩士學位論文，2014年）。
- 崔祐鳳，〈臺灣體驗的引揚文學 ─ 從西川滿到吉田修一〉（台中：東海大學日本語言文化學系碩士學位論文，2014年）。
- 鳳氣至純平，〈「國」民文學與台灣史──西川滿的台灣鐵道史〉，〈日治時期在台日人的台灣歷史像〉（台南：國立成功大學台灣文學系博士學位論文，2014年）。
- 楊智景，〈東洋的血盟：在臺日人作家的第一回「大東亞文學者大會」〉，《淡江外語論叢》22期（2013年12月），頁120-146。
- 蔡怡玟，〈那座山，那條河：地方及其精神之意義－以西川滿筆下的淡水作品詮釋〉，《鵝湖學誌》50期（2013年6月），頁203-241。
- 林益彰，〈文學筆下媽祖的信仰與傳說--以佐藤春夫、西川滿與賴和的作品為論述〉，《臺灣文化研究所學報》4卷（2013年5月），頁27-41。
- 陳雅婉，〈西川滿的臺灣題材小說研究─從〈赤嵌記〉、〈採硫記〉、〈龍脈記〉談起〉，《興國學報》14期（2013年1月），頁1-10。
- 張良澤，〈西川滿詩歌中的臺灣情調〉，《臺灣學系列講座專輯(五)》（台北：國立中央圖書館臺灣分館，2012年12月）。
- 林明理，〈美的使徒--淺談西川滿的文學思考〉，《台灣文學評論》12卷4期（2012年10月），頁76-82。
- 阮斐娜著、陳宏淑譯〈民族誌．殖民文化生產──西川滿的臺灣論述〉，李奭學主編《異地繁花：海外臺灣文論選譯(下)》（台北：台大出版中心，2012年10月）。
- 中島利郎著、許佳璇譯，〈西川滿與日本殖民地時代的臺灣文學－－西川滿的文學觀〉，吳佩珍主編，《中心到邊陲的重軌與分軌：日本帝國與臺灣文學．文化研究（上）》（台北：台大出版中心，2012年8月），頁259-306。
- 劉文甫，〈同時代的兩位作家--龍瑛宗與西川滿〉，《新竹文獻》49期（2012年6月），頁7-12。
- 黃意雯，〈西川満小説における色彩語の研究〉，《台灣日本語文學報》31期 （2012年6月），頁105-126。
- 藤井省三著、燕璐譯，〈臺灣電影《海角七號》中的童話理論：和西川滿日本撤退後第一作《青衣女鬼》的比較研究〉，《文史台灣學報》4期（2012年6），頁9-23。
- 張文薰，〈歷史小說與在地化認同－「國姓爺」故事系譜中的西川滿〈赤崁記〉〉，《臺灣文學研究學報》14期（2012年4月），頁105-131。
- 吳春霞，〈西川滿作品中台灣民俗信仰與浪漫唯美色彩〉（台中：國立中興大學台灣文學與跨國文化研究所碩士學位論文，2012年）。
- 何敬堯，〈論西川滿的西方美學表現〉，《台灣文學評論》11卷3號（2011年3月），頁23-50。
- 潘青林，〈論臺灣藏書票藝術源流及重要播種者西川滿〉，《台灣文學評論》11卷2號（2011年2月），頁28-45。
- 林巾力，〈帝國底下的兩個「南方」：從西川滿與龍瑛宗的詩作看起〉，《臺灣文學研究集刊》9期（2011年2月），頁21-52。
- 林憲宏，〈「外地文學」中的臺灣書寫─以西川滿為例─〉，〈日本外地文學中的臺灣書寫─以日據時期的臺灣為例─〉（台北：輔仁大學跨文化研究所比較文學博士學位論文，2011年）。
- 蔡宛錚，〈戰時體制下西川滿的文學表現－以《臺灣縱貫鐵道》為中心〉（台北：國立臺灣大學日本語文學研究所碩士學位論文，2011年）。
- 張良澤、高坂嘉玲編，《【圖錄】西川滿先生年譜以及手稿．藏書票．文物．書簡拾遺集．紀念文集》（台南：秀山閣私家藏版，2011年9月）
- 阮斐娜著、吳佩珍譯，〈西川滿與《文藝台灣》〉，《帝國的太陽下：日本的台灣及南方殖民地文學》（台北：麥田，2010年9月），頁103-124。
- 張良澤，〈戀戀藏書票--兼談西川滿的「美書」〉，《台灣文學評論》10卷7號（2010年7月），頁6-20。
- 落合由治，〈交錯於物語與歷史之間－有關西川滿《台灣縱貫鐵道》作品創作時隨筆揮灑之點滴手記－〉，《淡江日本論叢》20輯（2009年12月），頁49-73。
- 邱雅芳，〈向南延伸的帝國軌跡--西川滿從〈龍脈記〉到《臺灣縱貫鐵道》的臺灣開拓史書寫〉，《臺灣學研究》7卷（2009年6月），頁77-96。
- 邱雅芳，〈西川滿與台灣場域下的外地文學〉，〈南方作為帝國慾望：日治時期日人作家的台灣書寫〉（台北：國立政治大學中國文學研究所博士學位論文，2009年），頁215-300。
- 李育霖，〈文化翻譯的邊境──再讀西川滿〈赤嵌記〉〉，《翻譯閾境－主體、倫理、美學》（台北：書林，2009年4月）。
- 羅詩雲，〈獻身日本．采風臺灣--論西川滿小說的書寫構圖〉，《國文天地》24卷3號（2008年8月），頁90-94。
- 王恭行，〈限定版鬼才西川滿和他的臺灣風裝幀藝術--1910-1946在臺歲月〉，《臺灣設計》創刊號（2007年4月），頁40-49。
- 黄意雯，〈西川滿小說的臺灣要素－異國情趣原點的探求〉，《台灣日本語文學報》21期（2006年12月），頁147-168。
- 林巾力，〈西川滿「糞現實主義」論述中的西方、日本與台灣〉，《中外文學》34卷7期（2005年12月），頁145-174。
- 朱惠足，〈帝國主義、國族主義、「現代」的移植與翻譯：西川滿《台灣縱貫鐵道》與朱點人〈秋信〉〉，《中外文學》33卷11期（2005年4月），頁111-140。
- 黑川創著、彭萱譯，〈「書癡」的觀點--中島利郎論文[「決戰台灣小說集」之發行與西川滿]之序曲〉，《文學臺灣》49號（2004年1月），頁195-201。
- 洪千鶴，〈華麗島文學與版畫〉，〈畫家的左手：日治時期台灣創作版畫研究〉（台北：國立臺灣大學藝術史研究所碩士學位論文，2004年），頁29-59。
- 中島利郎著、彭萱譯，〈「決戰臺灣小說集」之發行與西川滿〉，《文學臺灣》47號（2003年7月），頁301-322。
- 阮斐娜著、張季琳譯，〈西川滿和《文藝臺灣》－東方主義的視線〉，《中國文哲研究通訊》11卷1期（2001年3月），頁135-145。
- 藤岡玲子，〈日治時期在臺日本詩人研究──以伊良子清白、多田南溟漱人、西川滿、黑木謳子為範圍〉（台南：國立成功大學中國文學系碩士學位論文，2000年）。
- 〈西川滿先生追悼特輯（下）〉，《淡水牛津文藝》4期（1999年7月）。
- 〈西川滿先生追悼特輯（上）〉，《淡水牛津文藝》3期（1999年4月）。
- 藤井省三著、張季琳譯，〈臺灣異國情調文學的敗戰預感－論西川滿〈赤崁記〉〉，《中國文哲研究通訊》7卷4期（1997年12月），頁1-14。
- 陳藻香，〈日據時代日人在台作家──以西川滿為中心〉（台北：東吳大學日本文化研究所博士學位論文，1995年）。
- 中島利郎著、凃翠花譯，〈「西川滿」備忘錄──西川滿研究之現狀〉，黃英哲編、凃翠花譯，《台灣文學研究在日本》（台北：前衛，1994年12月），頁109-134。
- 中島利郎著、凃翠花譯，〈「西川滿」備忘錄──西川滿研究之現狀〉，《台灣文藝》138號（1993年8月），頁4-20。
- 王清溪，〈提倡臺灣文學的西川滿先生〉，《臺南文化》33號（1992年6月）頁59-73。
- 陳映真，《西川滿與台灣文學》（台北：人間出版社，1988年5月10日）。
- 張良澤，〈戰前在臺灣的日本文學—以西川滿為例—兼致王曉波先生〉，《文季文學雙月刊》2卷3號（1984年9月），頁16-27。
- 近藤正已，〈西川滿札記〉，《文季文學雙月刊》2卷3號（1984年9月），頁28-52。
- 許南村，〈談西川滿與臺灣文學:〉，《文季文學雙月刊》1卷6號（1984年3月），頁1-11。
- 張良澤，〈西川滿先生著作書誌〉，《台灣文藝》84號（1983年9月），頁157-165。
- 近藤正已，〈西川滿札記（下）〉，《台灣風物》30卷4號（1980年12月），頁80-130。
- 近藤正已，〈西川滿札記（上）〉，《台灣風物》30卷3號（1980年9月），頁1-28。

- 勝倉壽一，〈西川満「ちょぷらん島漂流記」論〉，《福島大学人間発達文化学類論集》32號（2020年12月），頁102-110。
- 鄭正浩，〈日本統治初期雲林地方における「匪賊」の乱と紳士の役割 : 『雲林記』の記述から鄭芳春らの事績を検証する〉，《天理臺灣學報》29號（2020年7月），頁15-29。
- 陳允元，〈戦前の台湾モダニズム詩における風土と植民地的現実 : 楊熾昌、西川満と饒正太郎〉，《現代詩手帖》62卷8號（2019年8月），頁86-90。
- 早﨑主機，〈可能性としての西川満〉，《現代詩手帖》62卷5號（2019年5月），頁84-89。
- 吴光辉、熊娟，〈历史虚实之间：试论日本作家西川满的台湾书写〉，《東アジア文化交渉研究》12號（2019年3月），頁317-329。
- 下村作次郎，〈新刊紹介 陳藻香著・太田登修訂『西川満研究 : 台湾文学史の視座から』(国立台湾大学出版中心、2017年)〉，《天理臺灣學報》27號（2018年6月），頁129-134。
- 王惠珍，〈翻訳を通じて台湾に回帰した西川満の文学〉，《天理臺灣學報》26號（2017年7月），頁47-70。
- 中島利郎，〈西川満と台湾の児童文学〉，《台湾の児童文学と日本人：日本統治期台湾文学研究》（東京：研文出版，2017年3月），頁115-158。
- 大東和重，〈西川満「赤嵌記」の台南〉，《台南文学：日本統治期台湾・台南の日本人作家群像》（西宮：関西学院大学出版会，2015年3月），頁213-268。
- 上笙一郎，〈日本植民地児童文学史(稿・66)西川満の子ども絵本(台湾篇の24)〉，《日本古書通信》79卷7號（2014年7），頁32。
- 吳佩珍，〈日本の「台湾植民事始」と明治「敗者」史観 : 北白川宮の表象をめぐって〉，《跨境：日本語文学研究》2014年，頁191-204。
- 土屋忍，〈植民地をめぐる文学的表象の可能性 : 小出正吾・森三千代・西川満をめぐって〉，《アジア遊学》167號（2013年8），頁183-198。
- 侯紀安，〈日本統治期における女性像の異同 : 特に龍瑛宗と西川満の作品を中心に〉，《お茶の水女子大学比較日本学教育研究センター研究年報》9號（2013年3月），頁139-144。
- 中島利郎，〈「台湾文芸家協会」の成立と『文芸台湾』―西川満「南方の烽火」から〉，《日本人作家の系譜：日本統治期台湾文学研究》（東京：研文出版，2013年3月），頁81-114。
- 中島利郎，〈日本人作家の擡頭―西川満と「台湾詩人協会」の成立〉，《日本人作家の系譜：日本統治期台湾文学研究》（東京：研文出版，2013年3月），頁52-80。
- 中島利郎，〈西川満論〉，《日本人作家の系譜：日本統治期台湾文学研究》（東京：研文出版，2013年3月），頁40-51。
- 王敬翔，〈西川満『西遊記』の翻訳改作をめぐって〉，《愛知論叢》95號（2013年），頁167-190。
- 藤井省三，〈台湾映画『海角七号』におけるメルヘンの論理 : 西川満の日本引き揚げ後第一作「青衣女鬼」との比較研究〉，《中国21》36號（2012年3月），頁135-150。
- 王頂倨，〈戦前期に発行した小説から考える、台湾文学史における西川満の位置づけ (伝統的精神文化からみた東アジア)〉，《東アジア文化交渉研究》4號（2011年3月），頁65-77。
- 王頂倨，〈文学作品に見られる文化交渉--西川満「雲林記」における「陳林氏宝」と「斗六牛墟」を例として〉，《千里山文学論集》84號（2010年9月），頁17-31。
- 王頂倨，〈戦前期の西川満の詩集に現われる[ミン]南語の意義 (言語文化接触からみた東アジア)〉，《東アジア文化交渉研究》3號（2010年3月），頁261-278。
- 王頂倨，〈西川満『華麗島顕風録』の研究--台湾風俗の特徴と発刊の意義について〉，《千里山文学論集》83號（2010年3月），頁195-211。
- 伊藤龍平，〈復刻 西川満・池田敏雄著『華麗島民話集』〉，《昔話伝説研究》29號（2009年12月），頁82-84。
- 王頂倨，〈台北大稻[テイ]と西川満の文学〉，《南島史学》72號（2008年11月），頁53-68。
- 和泉司，〈<引揚>後の植民地文学--一九四〇年代後半の西川満を中心に〉，《藝文研究》94號（2008年），頁286-304。
- 橋本恭子，〈在台日本人の郷土主義(レジョナリスム)--島田謹二と西川満の目指したもの〉，《日本台湾学会報》9號（2007年5月），頁231-252。
- 劉淑如，〈「台湾の文学少女」黄氏鳳姿の生成をめぐって--西川満の出版戦略を軸として〉，《日本近代文学会北海道支部会報》10號（2007年5月），頁75-94。
- フェイ・阮・クリーマン 著、林ゆう子譯，〈西川満と『文芸台湾』〉，《大日本帝国のクレオール : 植民地期台湾の日本語文学》（東京：慶應義塾大学出版会，2007年11月），頁99-120。
- 中島利郎，〈日本統治期台湾文学研究--西川満論〉，《岐阜聖徳学園大学紀要：外国語学部編》46號（2007年） 頁59-64。
- 和泉司，〈西川満「轟々と流るるもの」試論〉，交流協会日台交流センター編，《歴史研究者交流事業(派遣)研究成果報告書集 2001-2004》（東京：交流協会，2006年10月），頁657-668。
- 中島利郎，〈日本統治期台湾文学研究 「台湾文芸家協会」の成立と『文芸台湾』--西川満「南方の烽火」から〉，《岐阜聖徳学園大学紀要：外国語学部編》45號（2006年） 頁91-108。
- 中島利郎，〈日本統治期台湾文学研究--日本人作家の抬頭--西川満と「台湾詩人協会」の成立〉，《岐阜聖徳学園大学紀要：外国語学部編》44號（2005年） 頁43-54。
- 和泉司，〈日本統治期台湾文壇における「女誡扇綺譚」受容の行方〉，《藝文研究》83號（2002年12月），頁20-42。
- 藤井省三，〈『決戦台湾小説集』の刊行と西川満〉，《台湾の「大東亜戦争」―文学・メディア・文化》（東京：東京大学出版会，2002年12月），頁79-97。
- 平川祐弘，〈小泉八雲の民話「雪女」と西川満の民話「蜆の女」の里帰り--グローバリゼーションとクレオリゼーションのはざまから〉，《比較文学》44號 （2001年），頁112-124。
- 梶原正弘、矢野龍三、加茂結美編，〈西川満 私刊本・著書特輯〉，《浪速書林》1999年12月。
- 坂本一敏，〈詩人、小説家、宗教家にして造本の鬼才 西川満〔含 限定本書目〕〉，《日本古書通信》64卷4號（1999年4月），頁28-30。
- 中島利郎，〈『西川満小説集1』『同2』葉石濤・陳干武訳--日本統治期台湾の日本人作家--西川満文学の復権〉，《東方》201號（1997年11月），頁37-40。
- 藤井省三，〈西川満『赤嵌記』論〉，《東方學論集 : 東方學會創立五十周年記念》（東京：東方學會，1997年5月），頁1061-1077。
- 姚巧梅，〈西川満と台湾〉，《曙光》7號（1996年12），頁85-92。
- 井東襄，《西川満をめぐる諸問題》（高槻：井東襄，1996年10月）。
- 中島利郎，〈<忘れられた作家たち>「西川満」覚書 : 西川満研究の現況〉，《聖徳学園岐阜教育大学国語国文学》12號（1993年） 頁111-122。
- 張良澤，〈研究発表　戦前台湾に於ける日本文学 ―西川満を例として―〉，《国際日本文学研究集会会議録》3號（1980年2月），頁23-39。

## 著作[47]
| 類型 | 書名                                                   | 作者       | 限定部數     | 出版時間   | 出版單位   | 備註                               |
| ---- | ------------------------------------------------------ | ---------- | ------------ | ---------- | ---------- | ---------------------------------- |
| 雜誌 | 媽祖（全十六冊）                                       | 西川滿編   | 三十部       | 1934年9月  | 媽祖書房   |                                    |
| 詩集 | 媽祖祭                                                 | 西川滿     | 三百三十部   | 1935年4月  | 媽祖書房   | 春福版三十部、春龍版三百部         |
| 小說 | 楚々公主                                               | 西川滿     | 三十部       | 1935年11月 | 媽祖書房   |                                    |
| 詩畫 | 百花春                                                 | 西川滿編   | 三十部       | 1936年1月  | 媽祖書房   |                                    |
| 譯詩 | 墳墓                                                   | 矢野峰人   | 七十五部     | 1936年3月  | 媽祖書房   |                                    |
| 童話 | 貓寺                                                   | 西川滿     | 二百二十二部 | 1936年12月 | 媽祖書房   |                                    |
| 散文 | 神曲余韻                                               | 平田禿木   | 一百部       | 1937年2月  | 媽祖書房   |                                    |
| 詩集 | 亞片                                                   | 西川滿     | 一百部       | 1937年7月  | 媽祖書房   |                                    |
| 詩集 | 繪本桃太郎                                             | 西川滿     | 七十五部     | 1938年5月  | 日孝山房   | 三國一本十部、黍團子本六十五部     |
| 譯詩 | 四行詩集                                               | 矢野峰人   | 七十五部     | 1938年5月  | 日孝山房   | 天使本五十五部、薔薇本二十部       |
| 童話 | 傘仙人                                                 | 西川滿     | 二百二十二部 | 1938年8月  | 日孝山房   | 朱傘本二十二部、黃傘本二百部       |
| 翻譯 | のって．ゔえねちあな                                   | 島田謹二   | 七十五部     | 1938年9月  | 日孝山房   |                                    |
| 翻譯 | 嘉定屠城紀略                                           | 西川滿     | 七十五部     | 1939年4月  | 日孝山房   | 明版二十二部、清版五十三部         |
| 畫譚 | 列仙傳                                                 | 西川滿     | 一百零五部   | 1939年7月  | 日孝山房   | 紙人版五十五部、豆馬版五百部       |
| 詩集 | カタコトの歌                                           | 西川潤     | 二百二十二部 | 1939年9月  | 日孝山房   | 天狗版二十二部、章魚版二百部       |
| 詩集 | 幻塵集                                                 | 矢野峰人   | 七十五部     | 1940年2月  | 日孝山房   | 定本五十部、墳墓本二十五部         |
| 民話 | 七娘媽生                                               | 黃氏鳳姿   | 五百七十五部 | 1940年2月  | 日孝山房   | 新娘本七十五部、桃花本五百部       |
| 民俗 | 台灣風土記                                             | 西川滿編   | 七十五部     | 1940年5月  | 日孝山房   |                                    |
| 詩集 | 羊城詩抄                                               | 中山省三郎 | 七十五部     | 1940年7月  | 日孝山房   |                                    |
| 小說 | 梨花夫人                                               | 西川滿     | 七十五部     | 1940年7月  | 日孝山房   |                                    |
| 詩集 | 華麗島頌歌                                             | 西川滿     | 五百部       | 1940年9月  | 日孝山房   | 麗姬版七十五部、公女版四百二十五部 |
| 小說 | 赤崁記                                                 | 西川滿     | 七十五部     | 1940年12月 | 日孝山房   |                                    |
| 詩集 | 採蓮花歌                                               | 西川滿     | 七十五部     | 1941年11月 | 日孝山房   |                                    |
| 小說 | 浪曼                                                   | 西川滿     | 七十五部     | 1941年12月 | 日孝山房   |                                    |
| 民話 | 華麗島民話集                                           | 西川滿     | 五百部       | 1942年5月  | 日孝山房   | 福虎版一百五十部、海老版三百五十部 |
| 詩集 | 花妖笺                                                 | 西川滿     | 七十五部     | 1943年1月  | 日孝山房   | 公主版二十二部、娘々版五十三部     |
| 詩集 | 一つの決意                                             | 西川滿     | 五百部       | 1943年6月  | 文藝台灣社 |                                    |
| 詩集 | 延平郡王の歌                                           | 西川滿     | 一百部       | 1943年9月  | 日孝山房   | 朱氏版五十部、鄭氏版五十部         |
| 小說 | 桃園の客                                               | 西川滿     | 七十五部     | 1943年9月  | 日孝山房   |                                    |
| 詩集 | 影                                                     | 矢野峰人   | 一百部       | 1943年11月 | 日孝山房   |                                    |
| 歌集 | かぎろひ抄                                             | 花浦みさを | 二百七十五部 | 1944年1月  | 日孝山房   | 和本七十五部、洋本二百部           |
| 版畫 | 高砂族の彫刻                                           | 茅野正名   | 十部         | 1944年2月  | 日孝山房   |                                    |
| 傳記 | 日本の柱                                               | 西川滿     | 特七十五部   | 1944年12月 | 出版文化   |                                    |
| 詩集 | 天上聖母                                               | 西川滿     | 一百五十五部 | 1962年2月  | 日本天后会 |                                    |
| 命運 | 千里眼算命                                             | 西川滿     | 七十五部     | 1963年3月  | 魁星樓文庫 |                                    |
| 命運 | 千里眼算命（寶玉版）                                   | 西川滿     | 七十五部     | 1966年1月  | 魁星樓文庫 |                                    |
| 詩集 | スペインの星                                           | 西川滿     | 二百三十二部 | 1966年6月  | 魁星樓文庫 | A版十部、B版二百二十二部           |
| 小說 | 双蝶記                                                 | 西川滿     | 一千部       | 1973年5月  | 人間の星社 |                                    |
| 詩集 | 摸乳巷の歌                                             | 西川滿     | 八百部       | 1973年9月  | 人間の星社 |                                    |
| 詩集 | 柿の歌栗の歌                                           | 西川滿     | 八百部       | 1973年11月 | 人間の星社 |                                    |
| 詩集 | 葛西橋の歌                                             | 西川滿     | 八百部       | 1974年2月  | 人間の星社 |                                    |
| 詩集 | メキシコの星                                           | 西川滿     | 一百部       | 1974年11月 | 人間の星社 |                                    |
| 小說 | 恋蛇愛蛇                                               | 西川滿     | 一百部       | 1975年1月  | 人間の星社 | 恋蛇版四十部、愛蛇版六十部         |
| 詩集 | 西川滿詩集                                             | 西川滿     | 二十部       | 1975年2月  | 人間の星社 |                                    |
| 詩集 | 廻転木馬                                               | 西川滿     | 一百二十部   | 1975年5月  | 人間の星社 | 薔薇本三十三部、銀河本八十七部     |
| 小說 | 虞美人                                                 | 西川滿     | 一百部       | 1976年1月  | 人間の星社 | 麗姬版五十部、公女版五十部         |
| 小說 | 楊貴妃                                                 | 西川滿     | 一百部       | 1976年1月  | 人間の星社 | 麗姬版五十部、公女版五十部         |
| 詩集 | 華麗島古代蕃歌                                         | 西川滿     | 一百二十部   | 1976年6月  | 人間の星社 |                                    |
| 小說 | 会真記                                                 | 西川滿     | 三百部       | 1976年11月 | 人間の星社 | 英娘版五十部、友三版二百五十部     |
| 小說 | 黃花女                                                 | 西川滿     | 一百五十部   | 1976年11月 | 人間の星社 | 黃花版五十部、雲二版一百部         |
| 詩集 | 雪女                                                   | 西川滿     | 一百二十部   | 1977年2月  | 人間の星社 |                                    |
| 詩集 | 念珠抄                                                 | 中山省三郎 | 五十部       | 1977年5月  | 人間の星社 | 另有「中山私家版」一百部           |
| 小說 | シンガポール女傑譚                                     | 西川滿     | 一百部       | 1977年11月 | 人間の星社 | 踏絵版五十部、孔雀版五十部         |
| 譯詩 | 今やわれ心やさしきシナラの下に在りし日のわれにはあらず | 矢野峰人   | 七十五部     | 1977年11月 | 人間の星社 |                                    |
| 譯詩 | 海のほとりの王領に                                     | 島田謹二   | 七十五部     | 1978年1月  | 人間の星社 |                                    |
| 隨筆 | メキシコ絵日記                                         | 西川潮     | 三十部       | 1978年4月  | 人間の星社 |                                    |
| 小說 | 蓮華女体                                               | 西川滿     | 一百部       | 1978年6月  | 人間の星社 | 蓮華版二十部、女體版八十部         |
| 詩集 | 林本源庭園賦                                           | 西川滿     | 一百部       | 1978年6月  | 人間の星社 |                                    |
| 小說 | 台灣縱貫鐵道                                           | 西川滿     | 一千部       | 1979年2月  | 人間の星社 |                                    |
| 詩集 | イヴォンヌ                                             | 西川滿     | 七十五部     | 1980年7月  | 人間の星社 |                                    |
| 書誌 | 西川滿先生著作書誌（單行本之部）                       | 張良澤編   | 三十部       | 1980年8月  | 人間の星社 |                                    |
| 詩集 | 華麗島顯風錄                                           | 西川滿     | 七十五部     | 1981年2月  | 人間の星社 |                                    |
| 書誌 | 西川滿先生著作書誌（戰前雜誌之部）                     | 張良澤編   | 三十部       | 1981年2月  | 人間の星社 |                                    |
| 隨筆 | 紙人豆馬                                               | 西川滿     | 五十部       | 1981年2月  | 日孝山房   |                                    |
| 小說 | 蒼天                                                   | 西川滿     | 三十部       | 1981年2月  | 日孝山房   |                                    |
| 研究 | 西川滿札記                                             | 近藤正己   | 三十部       | 1981年2月  | 日孝山房   |                                    |
| 小說 | 天の劍地の恋                                           | 西川滿     | 三十部       | 1981年2月  | 日孝山房   |                                    |
| 小說 | 中国美女譚                                             | 西川滿     | 五十部       | 1981年3月  | 日孝山房   |                                    |
| 小說 | 風雲児雷也譚                                           | 西川滿     | 五十部       | 1981年3月  | 日孝山房   |                                    |
| 隨筆 | 自伝                                                   | 西川滿     | 五十部       | 1981年3月  | 人間の星社 |                                    |
| 隨筆 | わがふるさと会津                                       | 西川滿     | 三十部       | 1981年4月  | 日孝山房   |                                    |
| 命運 | 人間の星秘解                                           | 西川滿     | 一百部       | 1981年5月  | 人間の星社 |                                    |
| 命運 | 人間の星ハンドブック                                   | 西川滿     | 五十部       | 1981年6月  | 人間の星社 |                                    |
| 詩集 | 日蓮聖人                                               | 西川滿     | 十部         | 1981年9月  | 真世界社   |                                    |
| 命運 | 八人の星                                               | 西川滿     | 一百部       | 1981年10月 | 人間の星社 |                                    |
| 命運 | 東の星西の星                                           | 西川滿     | 五十部       | 1981年10月 | 人間の星社 |                                    |
| 詩集 | 西川滿全詩集                                           | 西川滿     | 八百部       | 1982年2月  | 人間の星社 | 極樂莊嚴漆筐入本三十部             |
| 覆刻 | 日蓮聖人𠺒題目                                         | 西川滿編   | 一百部       | 1982年10月 | 日孝山房   |                                    |
| 書誌 | 台灣關係書誌（日孝山房魁星樓所藏）                     | 張良澤編   | 十部         | 1982年11月 | 人間の星社 |                                    |
| 命運 | 幸福の国へ片道切符                                     | 西川滿     | 六十部       | 1982年12月 | 人間の星社 |                                    |
| 命運 | 人間の星奧の奧                                         | 西川滿     | 六十部       | 1983年1月  | 人間の星社 |                                    |
| 譯詩 | 墳墓                                                   | 矢野峰人   | 九十部       | 1983年3月  | 人間の星社 |                                    |
| 年譜 | わが越して幾山河                                       | 西川滿     | 六十部       | 1983年6月  | 人間の星社 |                                    |
| 小說 | 珍珠宝塔                                               | 西川滿     | 五百部       | 1983年10月 | 人間の星社 | 十部皮裝型染筐特裝本               |
| 小說 | 神々の祭典                                             | 西川滿     | 五百部       | 1984年10月 | 人間の星社 | 三十部皮裝型染筐特裝本             |
| 小說 | 西川滿異國小說集 テヘランの審判                        | 西川滿     | 五百部       | 1984年2月  | 人間の星社 | 三十部皮裝型染筐特裝本             |
| 命運 | 人間の星への招待                                       | 西川滿     | 一百部       | 1985年1月  | 人間の星社 |                                    |
| 隨筆 | わたしの造った限定本（天の卷）                         | 西川滿     | 三十部       | 1986年9月  | 人間の星社 |                                    |
| 小說 | 廢帝海陵王秘圖                                         | 西川滿     | 待確認       | 1987年7月  | 日孝山房   | 西川滿小說選集第一卷               |
| 小說 | タイヤルの太陽                                         | 西川滿     | 待確認       | 1987年7月  | 日孝山房   |                                    |
| 小說 | 西川滿中國小說集 牝雞の晨                              | 西川滿     | 五百本       | 1987年8月  | 人間の星社 | 愛藏本三十本                       |
| 小說 | 西川滿中國小說集 双蝶記                                | 西川滿     | 五百本       | 1987年8月  | 人間の星社 | 愛藏本三十本                       |
| 小說 | 朝の霧 夕の霧                                          | 西川滿     | 待確認       | 1987年8月  | 日孝山房   | 西川滿小說選集第十五卷             |
| 小說 | 惠蓮の扇                                               | 西川滿     | 待確認       | 1987年8月  | 日孝山房   | 西川滿小說選集第九卷               |
| 小說 | 火山廟の決鬪                                           | 西川滿     | 待確認       | 1987年8月  | 日孝山房   | 西川滿小說選集第六卷               |
| 小說 | 貴妃豔情                                               | 西川滿     | 待確認       | 1987年10月 | 日孝山房   | 西川滿小說選集第五卷               |
| 小說 | 首狩の歌                                               | 西川滿     | 待確認       | 1987年10月 | 日孝山房   | 西川滿小說選集第十卷               |
| 小說 | 天文復讐鬼                                             | 西川滿     | 待確認       | 1987年10月 | 日孝山房   | 西川滿小說選集第十三卷             |
| 小說 | 中国五美女伝                                           | 西川滿     | 待確認       | 1987年10月 | 日孝山房   | 西川滿小說選集第二卷               |
| 小說 | 神盜美女伝                                             | 西川滿     | 待確認       | 1987年10月 | 日孝山房   | 西川滿小說選集第十二卷             |
| 小說 | 艷囮                                                   | 西川滿     | 待確認       | 1987年10月 | 日孝山房   | 西川滿小說選集第七卷               |
| 小說 | 曉の戎克                                               | 西川滿     | 待確認       | 1987年10月 | 日孝山房   | 西川滿小說選集第八卷               |
| 小說 | 女怪西遊記                                             | 西川滿     | 待確認       | 1987年10月 | 日孝山房   | 西川滿小說選集第三卷               |
| 小說 | 鴛鴦戲蓮潭                                             | 西川滿     | 待確認       | 1988年1月  | 日孝山房   | 西川滿小說選集第四卷               |
| 小說 | 月沉む嘆きの橋                                         | 西川滿     | 待確認       | 1988年3月  | 日孝山房   | 西川滿小說選集第十六卷             |
| 小說 | 風雲児雷也譚                                           | 西川滿     | 待確認       | 1988年3月  | 日孝山房   | 西川滿小說選集第十一卷             |
| 小說 | 不滅なる祝福                                           | 西川滿     | 待確認       | 1988年3月  | 日孝山房   | 西川滿小說選集第十四卷             |
| 影印 | 妙法蓮華經 觀世音菩薩普門品                            | 西川滿裝本 | 一百部       | 1988年6月  | 日孝山房   |                                    |
| 小說 | 採硫記                                                 | 西川滿     | 二十部       | 1988年9月  | 日孝山房   |                                    |
| 命運 | 星の連環神示                                           | 西川滿     | 待確認       | 1989年2月  | 魁星樓文庫 |                                    |
| 小說 | 天と地との歌                                           | 西川滿     | 待確認       | 1989年2月  | 日孝山房   |                                    |
| 小說 | 変換中国妖人伝                                         | 西川滿     | 待確認       | 1989年2月  | 日孝山房   |                                    |
| 詩集 | 小さい鬼の歌                                           | 西川滿     | 待確認       | 1989年2月  | 日孝山房   |                                    |
| 命運 | 幸福への連禱                                           | 西川滿     | 待確認       | 1989年6月  | 人間の星社 |                                    |
| 隨筆 | 二人は一人にまさる──「アンドロメダ」滿二十周年紀念     | 西川滿     | 待確認       | 1989年9月  | 人間の星社 |                                    |
| 譯詩 | マラルメ令孃の手扇                                     | 島田謹二   | 九部         | 1990年5月  | 日孝山房   |                                    |
| 隨筆 | わたしの造った限定本（地の卷）                         | 西川滿     | 三十部       | 1990年7月  | 人間の星社 |                                    |
| 隨筆 | 幸福への門                                             | 西川滿     | 八十二部     | 1990年8月  | 人間の星社 |                                    |
| 隨筆 | わがふるさと会津                                       | 西川滿     | 待確認       | 1990年9月  | 人間の星社 | 會津高校創立百周年紀念             |
| 小說 | 蕃歌                                                   | 西川滿     | 三十部       | 1990年9月  | 人間の星社 |                                    |
| 組曲 | 安規昇天                                               | 西川滿     | 二十部       | 1990年9月  | 日孝山房   |                                    |
| 命運 | 占命                                                   | 西川滿     | 待確認       | 1991年2月  | 人間の星社 |                                    |
| 小說 | 化骨鱔魚                                               | 西川滿     | 待確認       | 1992年2月  | 人間の星社 |                                    |
| 詩集 | 咒                                                     | 西川滿     | 八十五部     | 1992年8月  | 人間の星社 |                                    |
| 詩集 | 紅樓記                                                 | 西川滿     | 八十五部     | 1993年2月  | 人間の星社 |                                    |
| 詩集 | 青春詩集                                               | 西川滿     | 八十六部     | 1993年2月  | 人間の星社 |                                    |
| 詩集 | 繪本 どんたく                                          | 西川滿     | 八十五部     | 1993年7月  | 人間の星社 |                                    |
| 畫集 | 台灣嶋風物記                                           | 南由弘     | 三十部       | 1993年8月  | 人間の星社 |                                    |
| 命運 | 買命秘圖                                               | 西川滿     | 待確認       | 1994年10月 | 人間の星社 |                                    |
| 詩集 | 人魚燦爛                                               | 西川滿     | 待確認       | 1994年11月 | 人間の星社 |                                    |
| 詩集 | 採蓮花歌（再刻袖珍本）                                 | 西川滿     | 待確認       | 1995年1月  | 日孝山房   |                                    |
| 詩集 | 窈窕                                                   | 西川滿     | 待確認       | 1995年2月  | 人間の星社 |                                    |
| 詩集 | 吉兆咒符 遠近                                          | 西川滿     | 四十八部     | 1995年2月  | 人間の星社 |                                    |
| 詩集 | 異本 遠近                                              | 西川滿     | 四十八部     | 1995年10月 | 人間の星社 |                                    |
| 詩畫 | 魑魅魍魎                                               | 西川滿     | 八十九部     | 1996年2 月 | 人間の星社 |                                    |
| 詩畫 | 天衣無縫                                               | 西川滿     | 四十八部     | 1996年2月  | 人間の星社 |                                    |
| 詩集 | 華麗島頌歌                                             | 西川滿     | 四十八部     | 1996年9月  | 人間の星社 |                                    |
| 隨筆 | 火野葦平の『羅生門鬼退治』                             | 西川滿編   | 待確認       | 1997年1月  | 日孝山房   |                                    |
| 畫集 | 華麗島慕情──宮田彌太郎版畫集                           | 西川滿編   | 待確認       | 1997年6月  | 人間の星社 |                                    |
| 詩集 | 繪本 桃太郎                                            | 西川滿     | 七十五部     | 1998年2月  | 人間の星社 |                                    |
| 童話 | 貓寺                                                   | 西川滿     | 九十二部     | 1999年2月  | 人間の星社 | 西川滿生前最後之作品               |

| 書名                   | 限定部數 | 出版時間   | 出版單位       | 備註                     |
| ---------------------- | -------- | ---------- | -------------- | ------------------------ |
| 詩集                   |          |            |                |                          |
| 愛の幻影               | 一部     | 1922年6月  | 杜の詩人社     |                          |
| 象牙の船               | 一部     | 1924年8月  | 杜の詩人社     |                          |
| The Moon Light         | 二十部   | 1925年1月  | 杜の詩人社     |                          |
| 人生藝術               | 二十部   | 1925年5月  | 杜の詩人社     |                          |
| 天上秘曲               | 二十部   | 1925年7月  | 杜の詩人社     |                          |
| カンミヤ               | 二十部   | 1925年9月  | 杜の詩人社     |                          |
| 夕顏咲く頃             | 二十部   | 1925年11月 | 杜の詩人社     |                          |
| 蕃人哀詩               | 二十部   | 1925年11月 | 杜の詩人社     |                          |
| 月下の海賊             | 一部     | 1926年4月  | 森の家         |                          |
| 大白牛車に鈴かける     | 二十部   | 1927年5月  | ラ・ポエジー社 |                          |
| 日暮れの街             | 二十部   | 1928年10月 | ラ・ポエジー社 |                          |
| Le Japonisme           | 二十部   | 1928年11月 | ラ・ポエジー社 |                          |
| 一天四海の春           | 二十部   | 1929年3月  | ラ・ポエジー社 |                          |
| AMANTE                 | 二十部   | 1929年5月  | ラ・ポエジー社 |                          |
| 歪んだカンタラ街の血汐 | 未知     | 1929年6月  | ラ・ポエジー社 |                          |
| 麗日寥心               | 未知     | 1930年6月  | 未知           |                          |
| 硝子の花嫁             | 三十冊   | 1931年     | 未知           |                          |
| 龍骨車                 | 未知     | 1931年     | 未知           |                          |
| 竹筏                   | 四十部   | 1932年1月  | 未知           |                          |
| 研究                   |          |            |                |                          |
| アルテュル．ランボオ   | 二部     | 1933年3月  | 無             | 早稻田大學法文科畢業論文 |
| 傳記                   |          |            |                |                          |
| 天上聖母物語           | 未知     | 1963年3月  | 日本天后会     |                          |
| 北落師門物語           | 未知     | 1963年7月  | 日本天后会     |                          |
| わが七十年             | 九十九部 | 1979年2月  | 人間の星社     |                          |
| わが七十五年           | 九十九部 | 1981年10月 | 人間の星社     |                          |

| 期刊刊名     | 發行所                    | 創刊號發行日期 | 終刊號發行日期 | 總計冊數       | 備註                                      |
| ------------ | ------------------------- | -------------- | -------------- | -------------- | ----------------------------------------- |
| 森の家       | 未知                      | 1920年         | 未知           | 全六冊         |                                           |
| 杜の詩人     | 未知                      | 1920年         | 未知           | 全十冊         |                                           |
| カリカチュア | 未知                      | 1920年         | 未知           | 全八冊         |                                           |
| 櫻草         | 櫻草社                    | 1924年5月      | 未知           | 全十六冊       |                                           |
| 文藝櫻草     | 櫻草社                    | 1925年1月      | 未知           | 全四冊         |                                           |
| 洎芙藍       | 洎芙藍社                  | 1926年5月      | 未知           | 全兩冊         |                                           |
| 扒龍船       | 扒龍船詩社                | 1926年9月      | 未知           | 全兩冊         | 臺北詩人聯盟機關刊物                      |
| La Poésie    | ラ・ポエジー社            | 1932年5月      | 未知           | 全兩冊         |                                           |
| 愛書         | 臺灣愛書會                | 1933年6月      | 1942年8月      | 全十五冊       |                                           |
| 媽祖         | 媽祖書房                  | 1934年10月     | 1938年3月      | 全十六冊       |                                           |
| 媽祖便       | 媽祖書房                  | 未知           | 未知           | 全八冊         |                                           |
| 三童子       | 媽祖書房                  | 1938年3月      | 1938年3月      | 全一冊         |                                           |
| 台灣風土記   | 日孝山房                  | 1939年2月      | 1940年4 月     | 全四冊         |                                           |
| 華麗島       | 臺灣詩人協會              | 1939年12月     | 1939年12月     | 全一冊         | 臺灣詩人協會機關刊物                      |
| 文藝台灣     | 台灣文藝家協會>文藝台灣社 | 1940年1月      | 1944年12月     | 全三十八冊     | 台灣文藝家協會機關刊物>文藝台灣社同人刊物 |
| 聖母通信     | 唯真道本部聖母會          | 1961年8月      | 1962年2月      | 全五冊         | 改題為《人間の星》                        |
| 人間の星     | 日本天后會                | 1962年3月      | 1974年2月      | 全五十五冊     |                                           |
| 別冊人間の星 | 日本天后會                | 1962年11月     | 1963年7月      | 全六冊         |                                           |
| アンドロメダ | 人間の星社                | 1969年9月      | 1993年12月     | 全二百九十二冊 |                                           |
| 87           | 人間の星社                | 1994年3月      | 1994年12月     | 全四冊         |                                           |
| 88           | 人間の星社                | 1995年2月      | 1995年12月     | 全四冊         |                                           |
| 猩々         | 人間の星社                | 1996年2月      | 2005年6月      | 全三十四冊     |                                           |

| 書名                 | 出版時間       | 出版單位     | 備註                                 |
| -------------------- | -------------- | ------------ | ------------------------------------ |
| 詩集                 |                |              |                                      |
| 天使たちの歌         | 1960年4月      | 青園莊       | 限定一百二十部，共皮革裝、布裝兩種   |
| 聖譚詩日蓮聖人       | 1978年4月      | 真世界社     |                                      |
| 蝶                   | 1978年6月      | 青園莊       | 限定一百五十部                       |
| 小說                 |                |              |                                      |
| 梨花夫人             | 1940年7月      | 東都書籍     |                                      |
| 赤嵌記               | 1942年12月     | 書物展望社   |                                      |
| 生死の海             | 1944年3月      | 出版文化     |                                      |
| 日本の柱             | 1944年12月     | 出版文化     |                                      |
| 七宝の手筐           | 1948年10月     | 新小說社     |                                      |
| 中国妖艷小說集       | 1949年12月     | 講談社       |                                      |
| 台灣脫出             | 1952年1月      | 新小說社     |                                      |
| ちょぶたん島漂流記   | 1952年1月      | 湊書房       |                                      |
| とりこになった男たち | 1955年8月      | あまとりあ社 |                                      |
| 中国美女譚           | 1956年9月      | 講談社       |                                      |
| 黃金の人             | 1957年7月      | 新小說社     |                                      |
| 日蓮聖人             | 1968年10月     | 真世界社     |                                      |
| 桃園の客             | 1971年4月      | 吾八ぷれす   | 限定一百部，內純金本五部             |
| ちょぶたん島漂流記   | 1986年3月      | 中央公論社   |                                      |
| 元宵記               | 1998年12月     | 吾八書房     | 國內版一百部、國外版一百部           |
| 民俗                 |                |              |                                      |
| 台灣繪本             | 1943年1月      | 東亞旅行社   |                                      |
| 翻譯                 |                |              |                                      |
| 西遊記               | 1942年至1943年 | 台灣藝術社   | 上、元、燈、大、會，共五卷           |
| 西遊記               | 1947年至1948年 | 八雲書店     | 百花の卷、火雲の卷、草龍の卷，共三卷 |
| 西遊記               | 1952年         | 新小說社     | 百花の卷、火雲の卷、草龍の卷，共三卷 |
| 命運                 |                |              |                                      |
| 人間の星             | 1956年6月      | 六興出版社   |                                      |
| 天中殺               | 1972年10月     | 講談社       |                                      |
| 秘解天中殺           | 1985年3月      | 講談社       |                                      |
| 編纂                 |                |              |                                      |
| 台灣文學集           | 1942年8月      | 大阪屋號     |                                      |

| 書名                                     | 譯者           | 出版社         | 發行日期  | 備註                 |
| ---------------------------------------- | -------------- | -------------- | --------- | -------------------- |
| 西川滿小說集1                            | 葉石濤         | 春暉           | 1997年2月 |                      |
| 西川滿小說集2                            | 陳千武         | 春暉           | 1997年2月 |                      |
| 華麗島顯風錄                             | 陳藻香監製     | 致良           | 1999年9月 |                      |
| 華麗島民話集                             | 陳藻香監製     | 致良           | 1999年9月 | 西川滿、池田敏雄合著 |
| 台灣縱貫鐵道                             | 黃玉燕         | 柏室           | 2005年2月 |                      |
| 西川滿日記                               | 張良澤         | 國立台灣文學館 | 2021年1月 |                      |
| 西川滿台灣小說選：雲林記、秀姑巒島漂流記 | 顏慧儀、鄭正浩 | 春暉           | 2021年4月 |                      |

## 外部連結
- 我的華麗島──西川滿與台灣文學特展 （页面存档备份，存于）

- 極光希望No.298-當台灣成為一種思念的泉源─戰後西川滿作品中的台灣意象(張瑜庭)
- 臺灣記憶>臺灣歷史人物小傳--明清暨日據時期>西川滿 （页面存档备份，存于）
- 台灣大百科全書　西川滿 （页面存档备份，存于）
- 臺灣現代裝幀史的燦爛開端：西川滿與他的手工限定書 （页面存档备份，存于）
- 【文學刊物斜槓中】他是西川滿，不管是什麼類型的雜誌交到自己手裡，都會變成他的形狀 （页面存档备份，存于）
- 文學的西川滿「我的華麗島-西川滿與台灣文學特展」 （页面存档备份，存于）
- 【你是我的眼．藝術不在家】福島、人間之星以及重返華麗島的西川滿
- 臺文館「西川滿日記」 致贈作家故鄉日本福島 （页面存档备份，存于）
- 台灣新文學史-陳芳明教授主講-【文藝臺灣】 （页面存档备份，存于）
- 台灣新文學史-陳芳明教授主講-【西川滿-《決戰台灣小說集》】 （页面存档备份，存于）